# 吉也克镇
吉也克镇，是中华人民共和国新疆维吾尔自治区塔城地区裕民县下辖的一个乡镇级行政单位。
2012年，新疆维吾尔自治区人民政府批复同意撤销吉也克乡建制，设立吉也克镇。

## 行政区划
吉也克镇下辖以下地区：
窝尔塔吉也克东村、窝尔塔吉也克西村、窝尔塔吉也克北村、恰勒根巴依库勒村、加依勒玛村、吉也克村、库木托别村、库萨克南村、库萨克北村、毕替库勒村、萨热布拉克村和喀拉萨依村。